# 제미니 7호
제미니 7호(영어: Gemini 7)는 미국의 유인 우주 비행 계획인 제미니 계획의 일환으로 발사된 유인 우주선이다. 제미니 우주선으로서는 6번째이며, 1965년 12월 4일에 발사되었다.

## 승무원
- 프랭크 보먼 - 선장
- 짐 러벨 - 파일럿

### 백업 승무원
- 에드워드 화이트 - 선장
- 마이클 콜린스 - 파일럿

## 개요
제미니 7호의 주 목적은, 달 비행 계획을 위한 약 14일 간에 걸친 장기 우주 체류를 실시하는 것에 있었다. 1965년 10월에 제미니 6호를 발사할 계획이었지만, 랑데부 시험을 행하는 대상인 아제나 표적기의 발사가 1965년 10월 25일에 실패했기 때문에 제미니 7호의 발사가 먼저 진행되었다. 제미니 7호의 발사 11일 후에 제미니 6A호도 발사되어 궤도 상에서 랑데부를 행했다. 제미니 7호의 비행 시간은 13일 18시간 35분 01초에 이르러, 그때까지의 우주 체류 기록을 갱신했다. 이 기록은 1970년대의 스카이랩 계획 때까지 최장 기록으로 기록되었다.
제미니 7호는 케이프커내버럴 공군 기지에서 1965년 12월 4일에 발사되었다. 우주선의 궤도 진입 후, 승무원은 장시간의 우주복 착용이 불편했기 때문에, 지상과의 교신 후에 우주복을 벗었다. 주회 31주 째에는 미국 해군의 잠수함 USS 벤저민 프랭클린이 폴라리스 탄도 미사일(SLBM)을 시험 발사하는 것을 궤도상에서 관측했다. 발사 5일 후에는 고도 300 km 의 원궤도로 궤도를 변경했다.
제미니 6A호가 예정보다 늦은 1965년 12월 15일에 발사되었다. 발사 로켓의 배기 연기는 제미니 7호로에서도 관측되었다. 제미니 6A호는 근지점 161 km, 원지점 259 km 의 궤도에 진입해 주회 4주 때까지 랑데부를 행할 계획이었다. 발사 94분 후에, 제미니 6A호는 궤도 변경을 위한 5 km/s 정도의 가속을 개시해, 궤도 고도를 올려 제미니 7호에 따라붙었다. 3회의 궤도 수정에 의해 제미니 6A호는 근지점 270 km, 원지점 274 km 의 궤도에 진입했다. 이후 자세수정을 반복해 제미니 6A호는 제미니 7호와의 랑데부에 성공했다. 최접근 시에는 제미니 7호에 30 cm까지 가까워졌다. 두 우주선은 랑데부 상태를 약 270분간 지속했다. 제미니 6A호는 랑데부 시험의 성공 후 제미니 7호보다 빠른 1965년 12월 16일에 먼저 귀환했다.
제미니 7호의 비행 11일 째에는 실험들도 거의 다 실시했기 때문에 승무원은 독서 등을 하며 시간을 보냈다. 이 시점에서부터 추진기의 작동 부진이나 연료 전지의 출력 저하가 보고되기 시작했다. 제미니 7호는 1965년 12월 18일에 대기권에 재돌입해, 플로리다반도 인근 대서양 해상에 착수했다. 예정 착수 지점에서 11.8 km 떨어진 곳이었다. 미국 국방부는 제미니 7호를 지원하기 위해 인원 10,125명과 항공기 125기, 함정 16척을 투입하였다.
제미니 7호는 버지니아주의 스티븐 F. 우드버-헤이지 센터에 보관 전시되고 있다.

## 갤러리

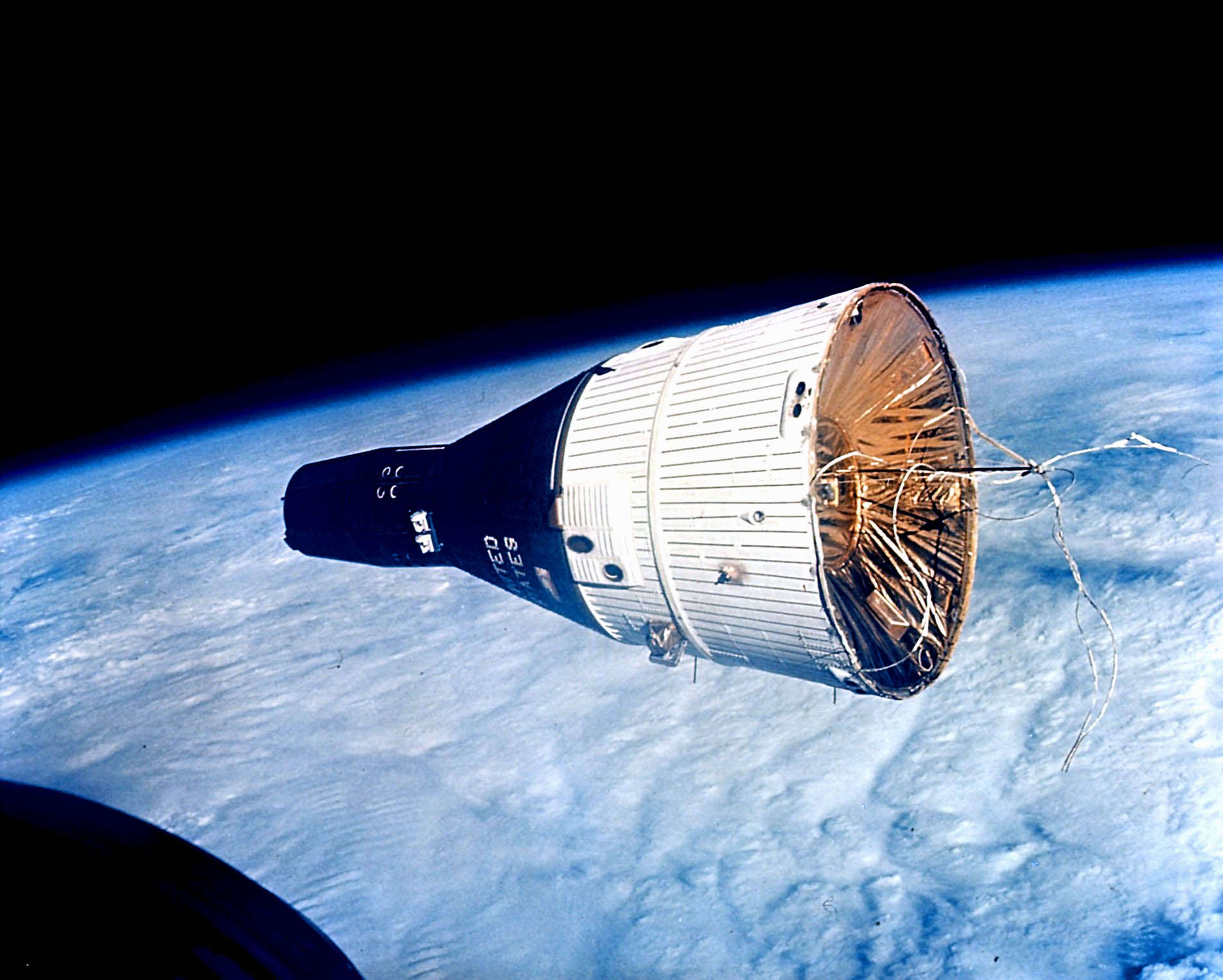
제미니 6A호에서 바라본 제미니 7호
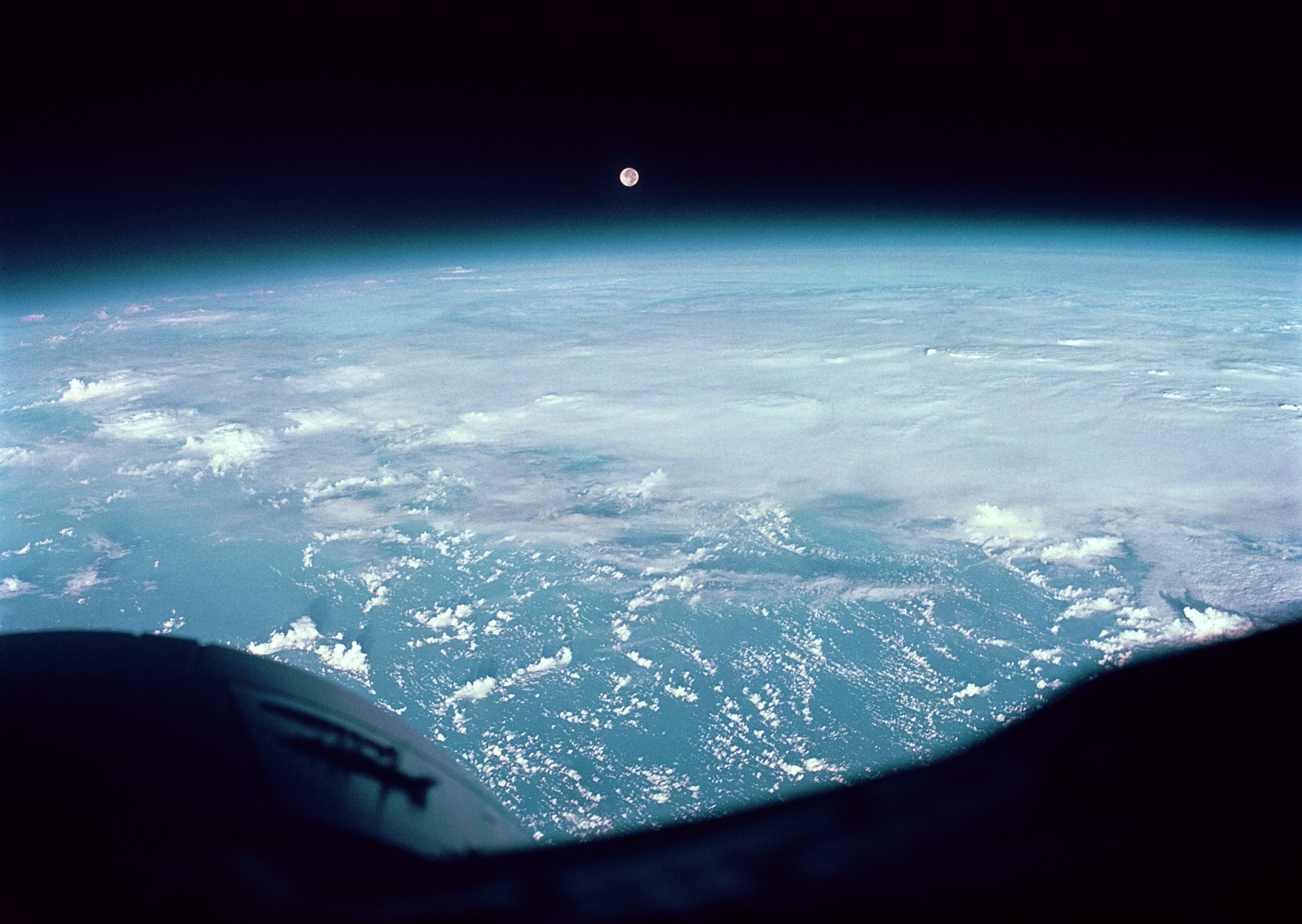
제미니 7호에서 바라본 달과 서태평양의 구름
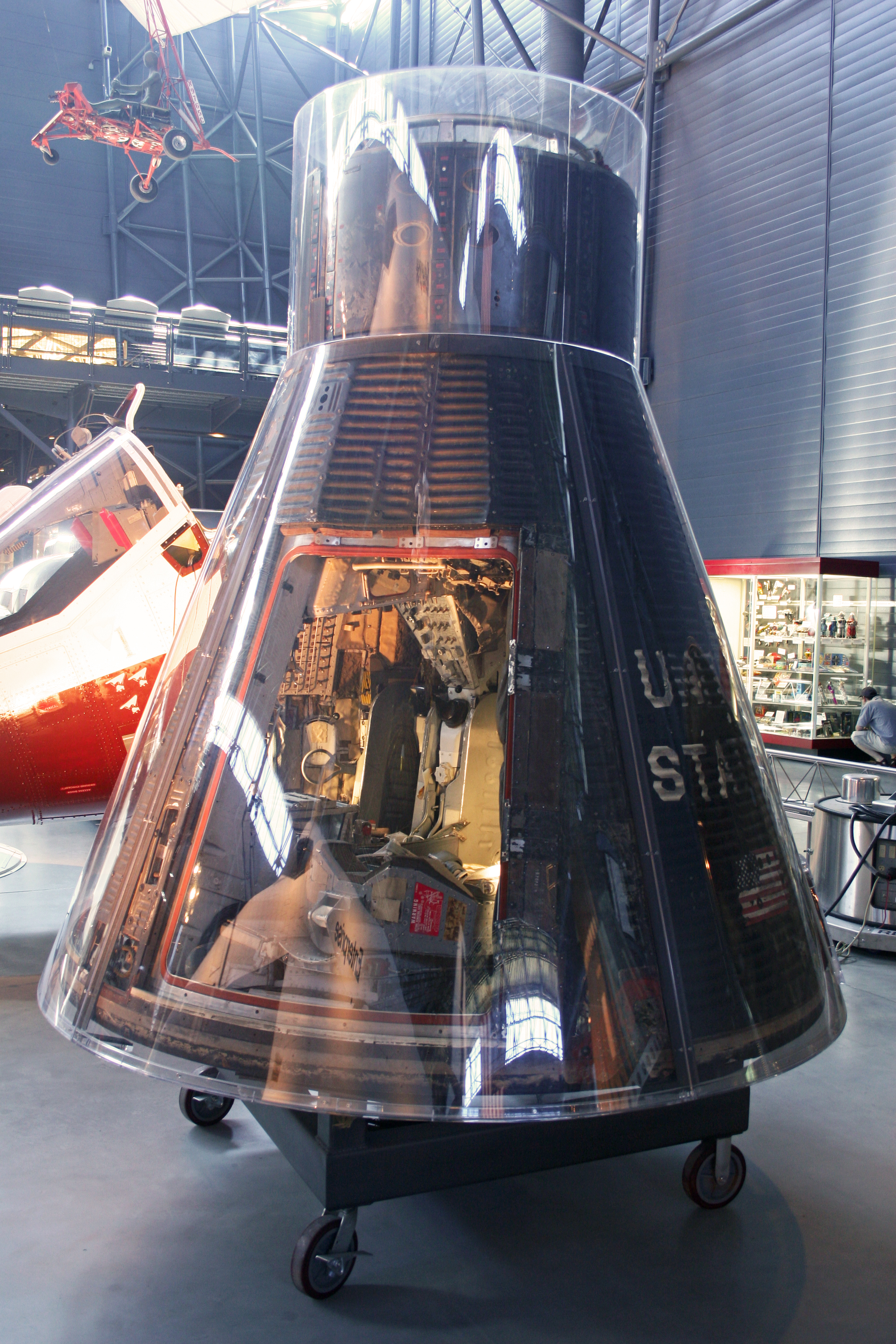
스티븐 F. 우드버-헤이지 센터에 보관 전시되고 있는 제미니 7호

## 같이 보기
- 우주 캡슐
- 우주 탐사
- 우주복